# Fratricidio

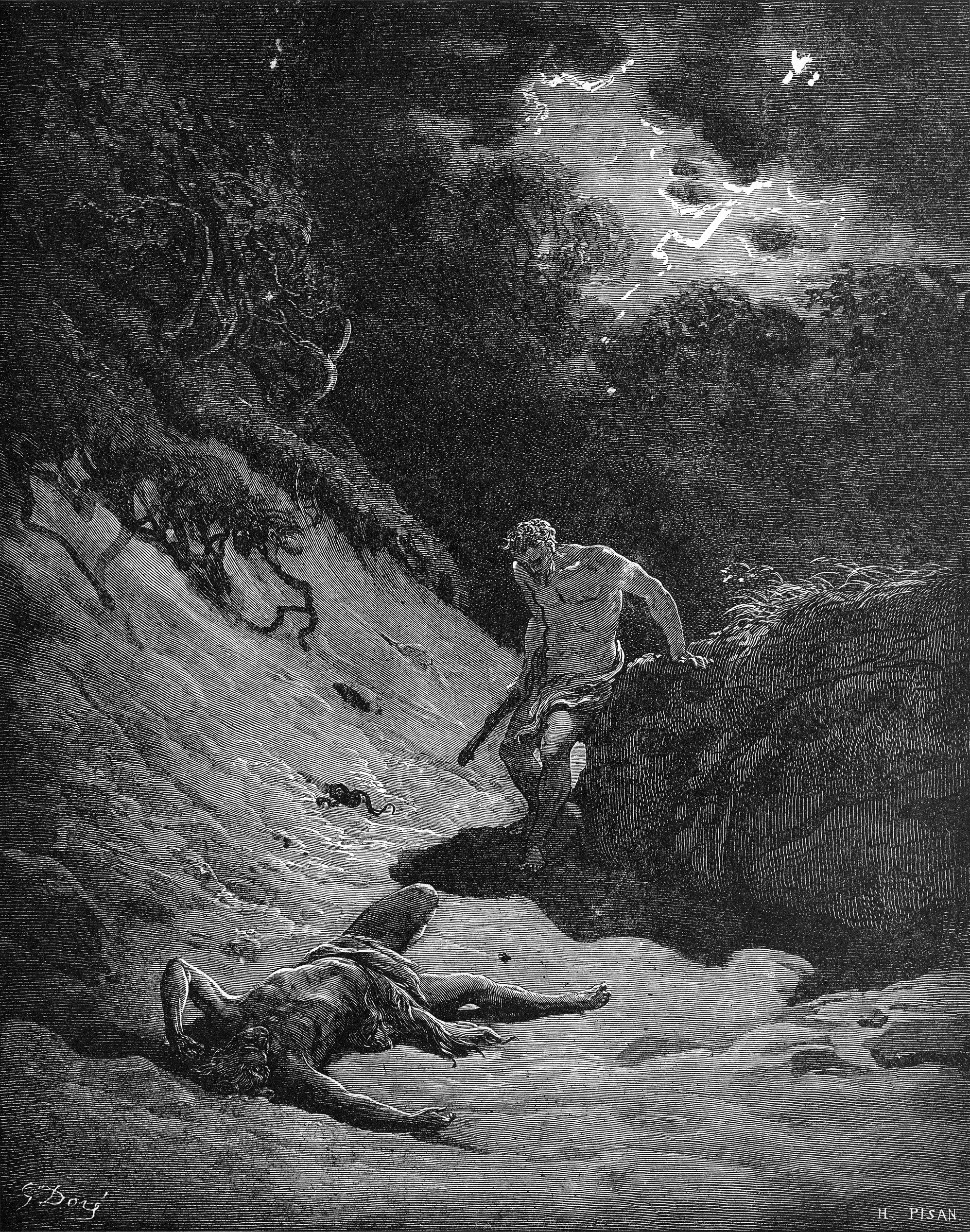
"Caín matando a Abel", un fratricidio ilustrado por Gustave Doré.

El fratricidio (de la palabra latina frater que significa hermano y cide que significa matar) es el delito que consiste en dar muerte deliberadamente a un hermano. En algunos países se condena también como fratricidio el dar muerte a un compañero de batalla.
Antiguamente era muy habitual que el fratricidio, al igual que el parricidio u otras figuras similares, fuese penado como un delito independiente del mero homicidio, en atención a la particularidad de la especial relación entre el homicida y la víctima. Hoy en día es más común que se recoja la condena por homicidio y, en su caso, se vea agravado por la proximidad familiar con la víctima.
El término también puede ser usado para referirse a los incidentes con fuego amigo. En un contexto militar en los Estados Unidos, esto puede también referirse a un incidente donde la falla catastrófica y la desintegración de un motor de jet en un avión de combate bimotor causa el daño o la destrucción del segundo motor, y lleva posiblemente a la pérdida del avión entero. También se refiere a la posible destrucción de una cabeza explosiva de un MIRV por otra.[cita requerida]

## En la vida real
- Juan Carlos I de España, a los 18 años, mató a su hermano Alfonso, de 14 años, de un disparo de pistola.[cita requerida]
- Carlos Castaño líder paramilitar de ultraderecha mandó a asesinar a su hermano Fidel por motivos personales y familiares. Consiguiente años después, Carlos es asesinado por orden de su hermano Vicente por presión de altos mandos de las AUC [cita requerida]
- Jhonier Leal mató a su hermano el reconocido estilista colombiano Mauricio Leal y a su madre el 21 de noviembre de 2021 en su domicilio ubicado en La Calera, Cundinamarca. [cita requerida]

## Fratricidio en la leyenda y ficción
- Caín mató a Abel, su hermano, en el primer libro de la Biblia, el Génesis, por la envidia que sentía por la predilección divina hacia su hermano. Caín no hizo un sacrificio cruento y la motivación de corazón no era correcta, por eso no fue aprobada por Dios su ofrenda. [cita requerida]
- Medea mató a su hermano Apsirto a fin de ayudar a Jasón a escapar a Cólquida después de obtener el Vellocino de oro. (mito griego) [cita requerida]
- En Völuspá, el pronóstico del mundo en la mitología nórdica, una de las señales del fin del mundo es un incremento en fratricidios. [cita requerida]
- Höðr asesina a su hermano, Baldr en la mitología nórdica. [cita requerida]
- Rómulo mató a Remo, su hermano gemelo y cofundador de Roma. [cita requerida]
- Osiris, una de las deidades principales de la mitología egipcia, fue asesinado por su hermano malvado Seth. Su esposa y hermana Isis lo resucitó y se hizo dios de los muertos y del inframundo. [cita requerida]
- Eteocles y Polinices se matan mutuamente durante una batalla por el trono de Tebas, en Grecia, como narra Esquilo en Los siete contra Tebas. [cita requerida]

## Literatura
- Claudio mató al Rey Hamlet, su hermano, y se casó con su cuñada, Gertrude, a fin de convertirse en Rey de Dinamarca en Hamlet de William Shakespeare. [cita requerida]
- En la novela Hannibal de Thomas Harris, Margot Verger mata a su hermano Mason como venganza por su abuso de ella cuando eran más jóvenes, como su antiguo terapeuta la animó a hacer, el Dr. Hannibal Lecter. [cita requerida]
- En La Metamorfosis y otros relatos de Kafka aparece un relato llamado Un Fratricidio. [cita requerida]
- En ¡Absalom, Absalom! de William Faulkner, Henry Sutpen asesina su medio hermano, Charles Bon. [cita requerida]
- En la serie Guardians of Ga'Hoole de Kathryn Lasky, Kludd intenta matar a su hermano Soren empujándolo de la jerarquía. [cita requerida]
- En el manga Boruto: Naruto Next Generations, Kawaki mata a su hermano Boruto Uzumaki  para proteger a Naruto Uzumaki. [cita requerida]

## Cine y televisión
- Michael Corleone (en The Godfather, Part II) manda asesinar a su hermano Fredo. [cita requerida]
- Scar asesina a su hermano mayor Mufasa para usurpar su trono en El Rey León (cabe destacar que el Rey León se basa en Hamlet). [cita requerida]
- En el anime de 1979, Mobile Suit Gundam, Kycilia Zabi mata a su hermano, Gihren Zabi, para vengar la muerte de su padre. [cita requerida]
- En Power Rangers Operation Overdrive, Flurious destruye a su propio hermano Moltor, congelándolo y rompiéndolo. [cita requerida]
- Dan Scott mató a su hermano mayor Keith Scott en One Tree Hill por lo que él pensó que era una tentativa en su vida. Más tarde se reveló que mató a su hermano sin ninguna razón cuando su exesposa Deb, confesó la hazaña. [cita requerida]
- En Metalocalypse, Pickles intenta matar a su hermano cada vez que se convierte extremamente molesto con su comportamiento y tácticas delictivas. [cita requerida]
- En el anime Code Geass, Lelouch Lamperouge mata a su medio hermano Clovis la Britannia, para detener una masacre ordenada para cubrir la pérdida y recuperación de un sujeto de investigación ilegal. [cita requerida]
- En el anime Shaman King, Yoh Asakura mata a su hermano gemelo Hao con el fin de impedir su agenda de genocidio contra la humanidad. [cita requerida]
- En el final de la temporada 1 de Dexter, Dexter asesina a su hermano mayor, el "Ice-Truck Killer". Esta es la conclusión de un importante arco de argumento en la primera temporada. [cita requerida]
- Nino Brown mata a su hermano G Money en "New Jack City" por deslealtad, y como la única forma de Nino para empezar de nuevo. G Money pregunta "soy yo el guardián de mi hermano". [cita requerida]
- En From Dusk Till Dawn, Seth mata a su hermano Richie, quien se ha convertido en un vampiro. Kate se ve obligada a hacer lo mismo con su hermano, Scott.Where/how did you discover this group? [cita requerida]
- En la serie de televisión Game of thrones, Stannis Baratheon asesina a su hermano Renly Baratheon (con ayuda de magia negra) con el fin de conseguir el apoyo de su ejército y sus señores vasallos.[cita requerida]
- En la serie de televisión " Lucifer" el protagonista mata a su hermano el arcángel Uriel para defender a la detective Decker, su compañera.[cita requerida]
- En la serie de televisión "Muhteşem Yüzyıl" el príncipe Bayaceto  es ejecutado por su propio hermano el príncipe Selim con el propósito de ascender al trono.[cita requerida]
- En la novela colombiana La saga, negocio de familia Armando Manrique (interpretado por el actor Juan Carlos Vargas) , líder del clan criminal de los Manrique, asesinó a su hermano Antonio (interpretado por Luis Fernando Bohorquez ), por haber sostenido una relación adúltera con la esposa del primero, Ana María Guzmán.[cita requerida]
- En la película mexicana El infierno, el temible barón del crimen José Reyes sostuvo una guerra fratricida contra su hermano Francisco  "Pancho" Reyes (ambos personajes interpretados por el primer actor mexicano Ernesto Gómez Cruz ) debido a problemas internos entre la familia y la organización criminal, en la cual don José termina por matar a su propio hermano. Cabe mencionar que en dicha historia también se practicó el parricidio, puesto que tanto "don José"  como  "don Pancho" asesinaron a sus respectivos sobrinos.[cita requerida]

## Videojuegos
- En Final Fantasy XII, Vayne Solidor, el antagonista principal y jefe final, mata a dos de sus hermanos mayores a la orden de su padre, el emperador Gramis Solidor (quien Vayne también mata).[cita requerida]
- En Legacy of Kain: Soul Reaver, Raziel mata a sus hermanos vampiros cuando busca a su creador Kain.[cita requerida]
- En la serie Metal Gear, Solid Snake comete parricidio y fratricidio.[cita requerida]
- En Mortal Kombat: Deception, Noob Saibot mata violentamente a su propio hermano, Sub-Zero con la ayuda de Smoke desgarrándolo por la mitad.[cita requerida]
- En Portal cuando incineras el cubo de compañía, obtienes el logro fratricidio.[cita requerida]
- En Tales of the Abyss, con la ayuda del protagonista principal (Luke fon Fabre), Tear Grants asesina a su propio hermano Van Grants por intentar este destruir a toda la raza humana que había sido "dominada" por una profecía que dominaba sus voluntades y sus futuros.[cita requerida]

- En Darksiders 2 en la protección de la raza humana, muerte asesina a todos los nefilim, compañeros de armas y codiciados por el deseo de gobernar la tierra.[cita requerida]
- En Grand Theft Auto IV el policía Francis McReary manda a Niko Bellic a asesinar a su hermano Derrick y viceversa, Niko puede escoger matar a Francis o a Derrick.[cita requerida]